# Cantó de Sainte-Rose-1
El cantó de Sainte-Rose-1 és una divisió administrativa francesa situat al departament de Guadalupe a la regió de Guadalupe.

## Composició
El cantó comprèn una fracció de la comuna de Sainte-Rose.

## Administració
| Període                                  | Identitat            | Partit | Qualitat |
| ---------------------------------------- | -------------------- | ------ | -------- |
| 2002-2008                                | Richard Yacou        | OG-UMP |          |
| 2008-2014                                | Louis-Daniel Justine |        |          |
| Les dades anteriors no són pas conegudes |                      |        |          |